# 怪物少女妮莫娜
《怪物少女妮莫娜》（英語：Nimona）是一部2023年美國電腦動畫科學奇幻冒險喜劇片，改編自諾爾·史蒂文森創作的奇幻漫畫《妮莫娜》，由尼克·布魯諾與特洛伊·奎恩執導，克蘿伊·摩蕾茲、里茲·阿邁德、尤金·李·楊、法蘭西絲·康諾、洛琳·杜桑、貝克·貝內特、魯保羅、伊迪·摩爾、胡利奧·托雷斯和莎拉·謝爾曼聲演。
《怪物少女妮莫娜》2023年6月14日在安錫國際動畫影展全球首映，同月30日全球上線Netflix。本片入圍第96屆奧斯卡金像獎最佳動畫片角逐名單，但在第96屆奧斯卡金像獎決選輸給宮崎駿的《蒼鷺與少年》。在第51屆安妮獎以九項獎項提名領銜，最終贏得安妮獎的最佳動畫編劇、最佳動畫配音兩個獎項。

## 配音員
- 克蘿伊·摩蕾茲 聲演 妮莫娜（Nimona）
- 里茲·阿邁德 聲演 巴利斯特·黑心（Ballister Blackheart）
- 尤金·李·楊（英语：Eugene Lee Yang） 聲演 安布羅修斯·金羅（Ambrosius Goldenloin）
- 法蘭西絲·康諾 聲演 院長（The Director）
- 洛琳·杜桑（英语：Lorraine Toussaint） 聲演 瓦萊莉女王（Queen Valerin）
- 貝克·貝內特（英语：Beck Bennett） 聲演 托迪烏斯·蘇爾布萊德爵士（Sir Thoddeus Sureblade）
- 魯保羅 聲演 納特·奈特（Nate Knight）
- 伊迪·摩爾（英语：Indya Moore） 聲演 阿拉姆扎帕姆·戴維斯（Alamzapam Davis）
- 胡利奧·托雷斯（英语：Julio Torres） 聲演 鄉紳狄亞哥（Diego the Squire）
- 莎拉·謝爾曼（英语：Sarah Sherman） 聲演 柯莉安德·卡瓦里許（Coriander Cavaverish）

## 製作
2015年6月，藍天工作室獲得了諾爾·史蒂文森的《妮莫娜》的電影改編權，該片由派翠克·歐斯布朗執導，馬克·海姆斯（Marc Haimes）撰寫劇本。2017年6月，該片由二十世紀福斯定於2020年2月14日上映。2019年3月，迪士尼完成收購福斯。2019年5月，該片延期至2021年3月5日上映。2019年11月，再次延期至2022年1月14日上映。2021年2月，迪士尼宣布關閉藍天工作室，該片的製作工作也被取消。2022年4月，據報導安納布爾納影業已收購了該片的發行權，由尼克·布魯諾與特洛伊·奎恩執導，並將於2023年上線Netflix。

### 選角
2021年3月，據報導克蘿伊·摩蕾茲和里茲·阿邁德本來將聲演主角妮莫娜（Nimona）和巴利斯特·黑心（Ballister Blackheart）。2022年4月，摩蕾茲和阿邁德得以保留，而尤金·李·楊為安布羅修斯·金羅（Ambrosius Goldenloin）配音。2023年4月，宣布法蘭西絲·康諾、洛琳·杜桑、貝克·貝內特、魯保羅、伊迪·摩爾、胡利奧·托雷斯和莎拉·謝爾曼為配音陣容之一。

## 發行
《怪物少女妮莫娜》定於2023年6月14日在安錫國際動畫影展全球首映，同月30日全球上線Netflix。

## 獎項
其他獎項請見《怪物少女妮莫娜》獲獎與提名列表。
| 年份 | 頒獎典禮           | 獎項         | 入圍者             | 結果 |
| ---- | ------------------ | ------------ | ------------------ | ---- |
| 2024 | 第96屆奧斯卡金像獎 | 最佳動畫長片 | 《怪物少女妮莫娜》 | 提名 |

## 外部連結
- 在Netflix上觀看《怪物少女妮莫娜》
- 互联网电影数据库（IMDb）上《怪物少女妮莫娜》的资料（英文）